# Drakenburg
Drakenburg egy község Németországban, a Weser-Nienburgi járásban. Lakosainak száma 1830 fő (2023. december 31.).

## Népessége
| Lakosok száma | 1752 | 1756 | 1742 | 1828 | 1844 | 1830 |
|               | 2016 | 2017 | 2019 | 2021 | 2022 | 2023 |